# Cecidomyia pini
Cecidomyia pini is een muggensoort uit de familie van de galmuggen (Cecidomyiidae). De wetenschappelijke naam van de soort is voor het eerst geldig gepubliceerd in 1776 door De Geer.